# Karl Hedvall
Karl Zacharias Knut Hedvall, född den 6 september 1873 i Gävle, död den 18 maj 1918 i Göteborg, var en svensk filosof.
Hedvall blev docent i teoretisk filosofi i Uppsala 1906. Han var vad den filosofiska metoden beträffar påverkad av Axel Hägerström men ådagalade annars en starkt självständig filosofisk uppfattning, vilken han dock ej på grund av sin tidiga död och ogynnsamma levnadvilAkor fick tillfälle att fullt utveckla. Bland Hedvalls skrifter märks Humes Erkenntnistheorie kritisch dargestellt (1906) och Fichtes filosofi i förhållande till Kants kriticism (1914). Han är begravd på Östra kyrkogården i Göteborg.